# Chaplin v lázních
Chaplin v lázních (anglicky The Cure) je americký němý film z roku 1917. Snímek režíroval Charlie Chaplin a sám si zahrál i hlavní roli opilce, který se v lázních neúspěšně pokouší zbavit tohoto svého zlozvyku.
Inspirací byla Chaplinovi obdobně laděná scénka z lázeňského prostředí divadelního komika Freda Karna a také návštěva sportovního klubu v Los Angeles. Zde Chaplin sledoval, jak probíhají masáže místních sportovců, a rozhodl se do filmu začlenit komickou postavu drsného maséra.

## Děj
Hlavní hrdina (Charlie Chaplin) je přivezen na invalidním vozíku k lázeňské budově. Ukazuje se, že důvodem takového druhu dopravy není nemoc či zranění ale opilost. Vstane z vozíku a málem spadne do kašny s léčivou vodou; při vstupu do budovy se jako téměř nepřekonatelná překážka jeví otočné dveře. Zde má i první konflikt s velkým vzteklým mužem s nohou v sádře. Při pokusu projít skrze otočné dveře mu tam zasádrovaná noha několikrát bolestně uvízne, na čemž má opilcova nešikovnost nemalý podíl.

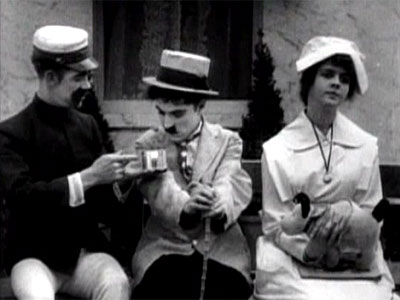
Zřízenec nabízí Charliemu vodu z léčivého pramene

Poslíček Charliemu doručí na pokoj objemné zavazadlo, které je plné lahví nejrůznějšího alkoholu. Poté dorazí i jeden ze zřízenců lázeňského domu a nabízí Charliemu prohlídku areálu s ukázkami možných procedur. Přivádí ho ke kašně s léčivou vodou a nabízí mu doušek z plechového hrnku. Charlieho však více zajímá vedle sedící žena a hrnek s léčivou vodou nenápadně vylévá do klobouku. Zřízenec však jeho trik zakrátko prohlédne a donutí Charlieho se opravdu napít; tomu ovšem doušek léčivé vody způsobí nemalý šok a úprkem míří do svého pokoje, aby si mohl spravit chuť ze zásob ve svém kufru.
Posilněn alkoholem přichází Charlie do společenské místnosti v přízemí. Zde se znovu střetne s obřím mužem, který si neobratně namlouvá jednu z rekreantek. Charliemu se dívka líbí také a po mírném pošťuchování se vzteklým obrem ho raději majitel lázní odvede do masérny. Majitel také záhy objeví, že jeho zaměstnanci objevili kufr s lahvemi v pokoji a že jsou v poněkud podroušeném stavu. Nařídí všechen alkohol vylít, což opilý zřízenec provede tím způsobem, že nahází všechny láhve z okna do kašny s léčivou vodou.
Díky tomuto činu je po chvilce celé osazenstvo lázeňského domu opilé. Charlie slíbil dívce, že přestane pít a ta mu radí, že mu v tom může pomoci léčivá voda. Charlie se ošívá ale pak ochutná a rázem není k zastavení, „léčivá voda“ mu opravdu zachutná a pije hrnek za hrnkem. Po chvíli je namol a rozzlobená dívka odchází. Charlie vrávorá za ní, znovu se zamotá do otočných dveří. Potřetí se dostane do konfliktu s velkým mužem se sádrou na noze a ten nakonec skončí v kašně.
Dalšího rána mají všichni lázeňští hosté kocovinu. Dívka vyhledá Charlieho a omlouvá se mu; nevěděla, že je kašna plná alkoholických likérů. Charlie opět slíbí, že pití zanechá a oba zamilovaní odcházejí ruku v ruce. Ovšem Charlie se na svou milou dívá tak upřeně, že nakráčí rovnou do kašny...

## Herecké obsazení
| Charlie Chaplin  | opilec                |
| Edna Purviance   | dívka                 |
| Eric Campbell    | muž se sádrou na noze |
| Henry Bergman    | masér                 |
| John Rand        | obsluha lázní         |
| Albert Austin    | obsluha lázní         |
| James T. Kelley  | obsluha lázní         |
| Frank J. Coleman | vedoucí lázní         |

## Zvuková verze
V roce 1932 zakoupil filmový producent Amedee J. Van Beuren práva na Chaplinovy komedie studia Mutual za cenu 10 000 dolarů za každou z nich. Opatřil je novou hudbou, kterou složili Gene Rodemich a Winston Sharples, dodal zvukové efekty a znovu vydal prostřednictvím společnosti RKO Pictures. Chaplin nemohl žádnými legálními prostředky tomuto vydání zabránit.